# NGC 1156
NGC 1156 is een onregelmatig sterrenstelsel in het sterrenbeeld Ram. Het hemelobject werd op 13 november 1786 ontdekt door de Duits-Britse astronoom William Herschel. Het sterrenstelsel bezit een grotere kern dan normaal.

## Wil Tirion's Uranometria 2000.0
In Wil Tirion's sterrenatlas Uranometria 2000.0 (de eerste uitgave van 1987) is NGC 1156 het enige sterrenstelsel in kaart 131. NGC 1156 bevindt zich, vanaf de aarde gezien, een viertal graden ten zuidoosten van het voormalige sterrenbeeld Musca Borealis, bestaande uit de sterren 33, 35, 39 en 41 Arietis.

## Synoniemen
- GC 627
- IRAS 02567+2502
- H 2.619
- MCG +4-8-6
- PGC 11329
- UGC 2455
- ZWG 485.6
- VV 531